# NGC 1399
NGC 1399 is een elliptisch sterrenstelsel in het sterrenbeeld Oven. Het hemelobject ligt ongeveer 60 miljoen lichtjaar (17 × 106 parsec) van de Aarde verwijderd en werd op 22 oktober 1835 ontdekt door de Britse astronoom John Herschel. NGC 1399 maakt deel uit van de kleine Fornaxcluster, die 58 sterrenstelsels bevat.

## Synoniemen
- PGC 13418
- ESO 358-45
- MCG 6-9-12
- AM 0336-353
- FCC 213